# Aulnat
Aulnat ist eine französische Gemeinde mit 4127 Einwohnern (Stand: 1. Januar 2022) im Département Puy-de-Dôme in der Region Auvergne-Rhône-Alpes. Sie gehört zum Arrondissement Clermont-Ferrand und zum Kanton Gerzat.

## Geographie
Aulnat liegt am Fluss Artière in der Landschaft Limagne und ist eine banlieue von Clermont-Ferrand.
Umgeben wird Aulnat von den Nachbargemeinden Malintrat im Norden und Nordosten, Pont-du-Château im Osten, Lempdes im Süden und Südosten sowie Clermont-Ferrand im Westen.
Ein großer Teil des Flughafens Clermont-Ferrand Auvergne liegt im Gemeindegebiet.

## Geschichte
Bis 1839 gehörte Aulnat zur Gemeinde Malintrat. 1916 wurde auf dem Flugfeld von Aulnat eine Zementpiste von 20 m Breite und 400 m Länge angelegt um den Abflug der in Clermont-Ferrand produzierten Flugzeuge zu erleichtern. Dies war die weltweit erste Betonpiste. Während des Zweiten Weltkriegs wurde die Ortschaft mehrfach und im April 1944 besonders heftig wegen des umkämpften Flugfelds bombardiert.

### Bevölkerungsentwicklung
| Jahr                       | 1962 | 1968 | 1975 | 1982 | 1990 | 1999 | 2006 | 2011 |
| Einwohner                  | 2059 | 2978 | 4936 | 4720 | 4944 | 4488 | 4331 | 4076 |
| Quellen: Cassini und INSEE |      |      |      |      |      |      |      |      |